# Emmanuel Barbosa
Emmanuel Barboza (Resistencia, Chaco, Argentina, 5 de enero de 1987) es un futbolista argentino. Juega de delantero en el Club Atlético Estudiantes de Argentina.

## Clubes
| Club                                  | País      | Año           |
| ------------------------------------- | --------- | ------------- |
| El Linqueño                           | Argentina | 2006 - 2007   |
| Boca Unidos                           | Argentina | 2007          |
| Rivadavia de Lincoln                  | Argentina | 2008 - 2010   |
| Racing de Olavarria                   | Argentina | 2010          |
| El Linqueño                           | Argentina | 2011 - 2012   |
| Boca de Río Gallegos                  | Argentina | 2012 - 2013   |
| Alumni de Villa María                 | Argentina | 2013 - 2014   |
| Rivadavia de Lincoln                  | Argentina | 2014 - 2015   |
| Defensores de Cadret (Carlos Casares) | Argentina | 2015          |
| Villa San Carlos                      | Argentina | 2015          |
| Almagro                               | Argentina | 2016-2017     |
| Estudiantes                           | Argentina | 2017-presente |